# Elbridge (New York)
Elbridge è un comune degli Stati Uniti d'America, situato nello Stato di New York, nella contea di Onondaga.